# Пинка
Пинка (рум. Pânca) — село у повіті Алба в Румунії. Входить до складу комуни Бучердя-Гриноасе.
Село розташоване на відстані 263 км на північний захід від Бухареста, 28 км на північний схід від Алба-Юлії, 65 км на південь від Клуж-Напоки, 147 км на північний захід від Брашова.

## Населення
За даними перепису населення 2002 року у селі проживали 19 осіб.
Національний склад населення села:
| Національність | Кількість осіб | Відсоток |
| -------------- | -------------- | -------- |
| румуни         | 14             | 73,7%    |
| угорці         | 5              | 26,3%    |

Рідною мовою назвали:
| Мова      | Кількість осіб | Відсоток |
| --------- | -------------- | -------- |
| румунська | 13             | 68,4%    |
| угорська  | 6              | 31,6%    |